# Neópolis
Neópolis este un oraș în Sergipe (SE), Brazilia.